# Neustadt (Salzburg)

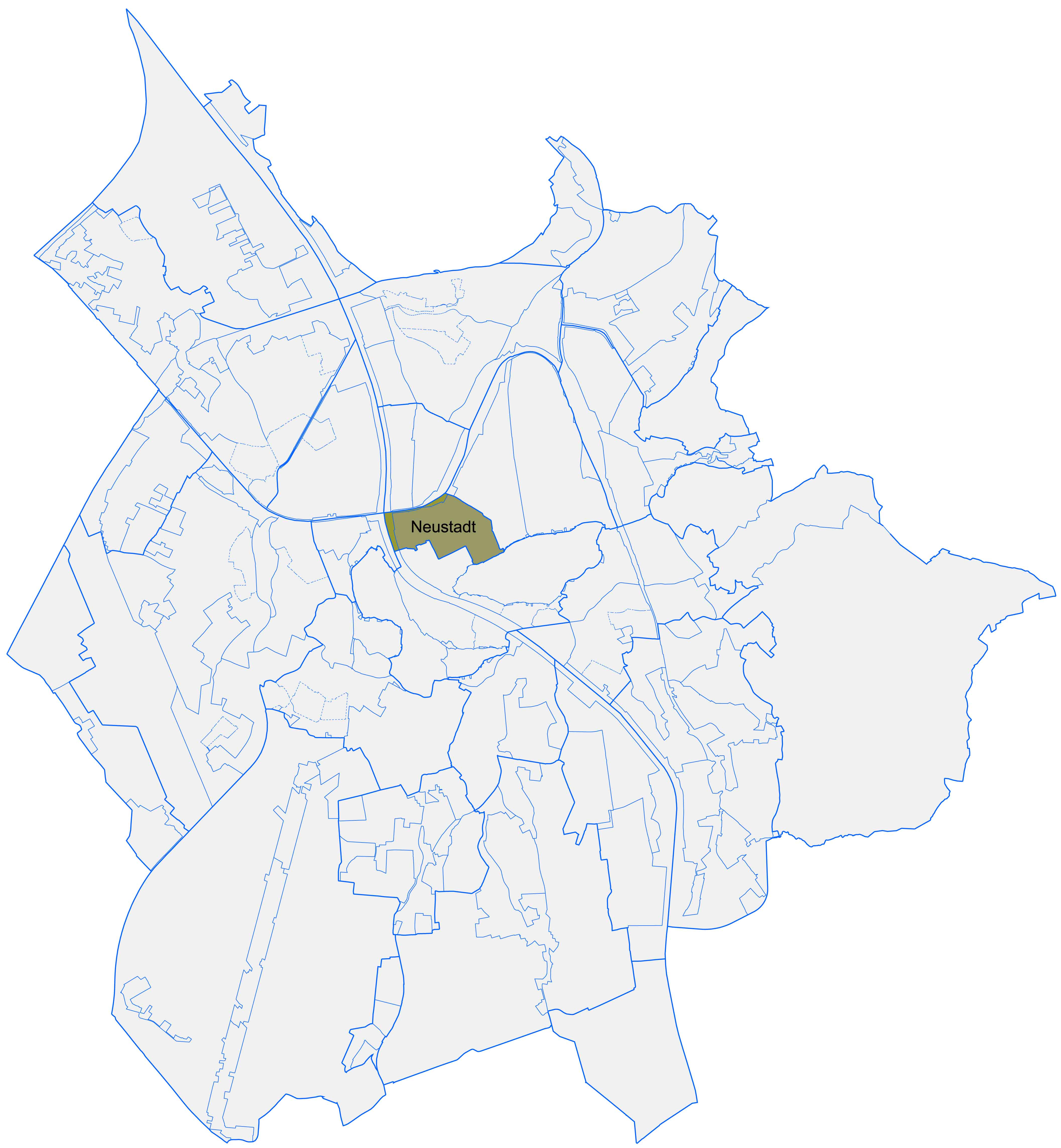
Der Stadtteil Neustadt (Andräviertel)

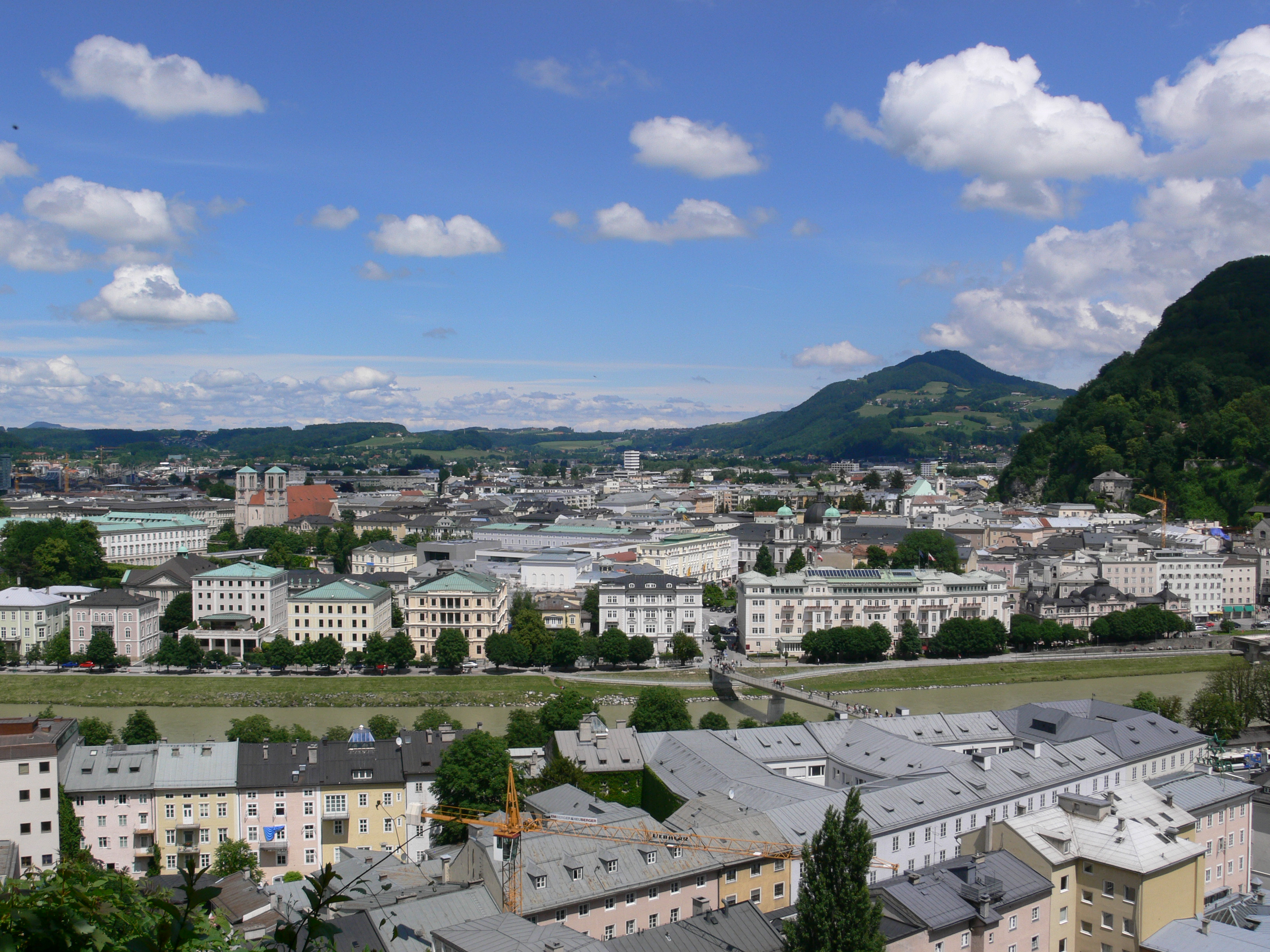
Blick vom Mönchsberg über die Salzach auf die Neustadt (links) und auf die Altstadt rechts der Salzach (rechts)

Als Neustadt wird jener Stadtteil der österreichischen Stadt Salzburg bezeichnet, der nach der Schleifung der großen Bastionen im Raum um die Andräkirche (zwischen Ernest-Thun-Straße und Vierthalerstraße) entstand und der deshalb auch Andräviertel heißt. Das Gebiet ist zu einem großen Teil Wohngebiet mit Vorstadtcharakter.

## Lage
Die Neustadt ist vor allem geprägt im Westen von den gründerzeitlichen Villen entlang der Salzach (vielfach auch im Bereich der rechten Altstadt liegend) und im Osten von den großen Mietwohnbauten der gleichen Stilepoche im Raum um die Franz-Josef-Straße und ihren Parallelstraßen. Der Stadtteil gehört gänzlich zur Pufferzone des UNESCO-Weltkulturerbes Historischen Zentrums der Stadt Salzburg.
Die Grenze der Neustadt nach Norden zum Stadtteil Elisabeth-Vorstadt bildet die Bahnlinie Richtung München, die Grenze Richtung Osten nach Schallmoos die Gabelsbergerstraße. Die Neustadt samt Rechter Altstadt grenzt im Westen an die Salzach und im Süden an den Kapuzinerberg sowie den Gersbach. Die Stadtteilgrenze zwischen rechter Altstadt und Neustadt verläuft zwischen Mirabellgarten und Kurgarten sowie entlang der Paris-Lodron-Straße. In der Neustadt ohne die Rechte Altstadt leben heute gut 4000 Bewohner, einschließlich der Rechten Altstadt etwa 4500.

## Andräkirche

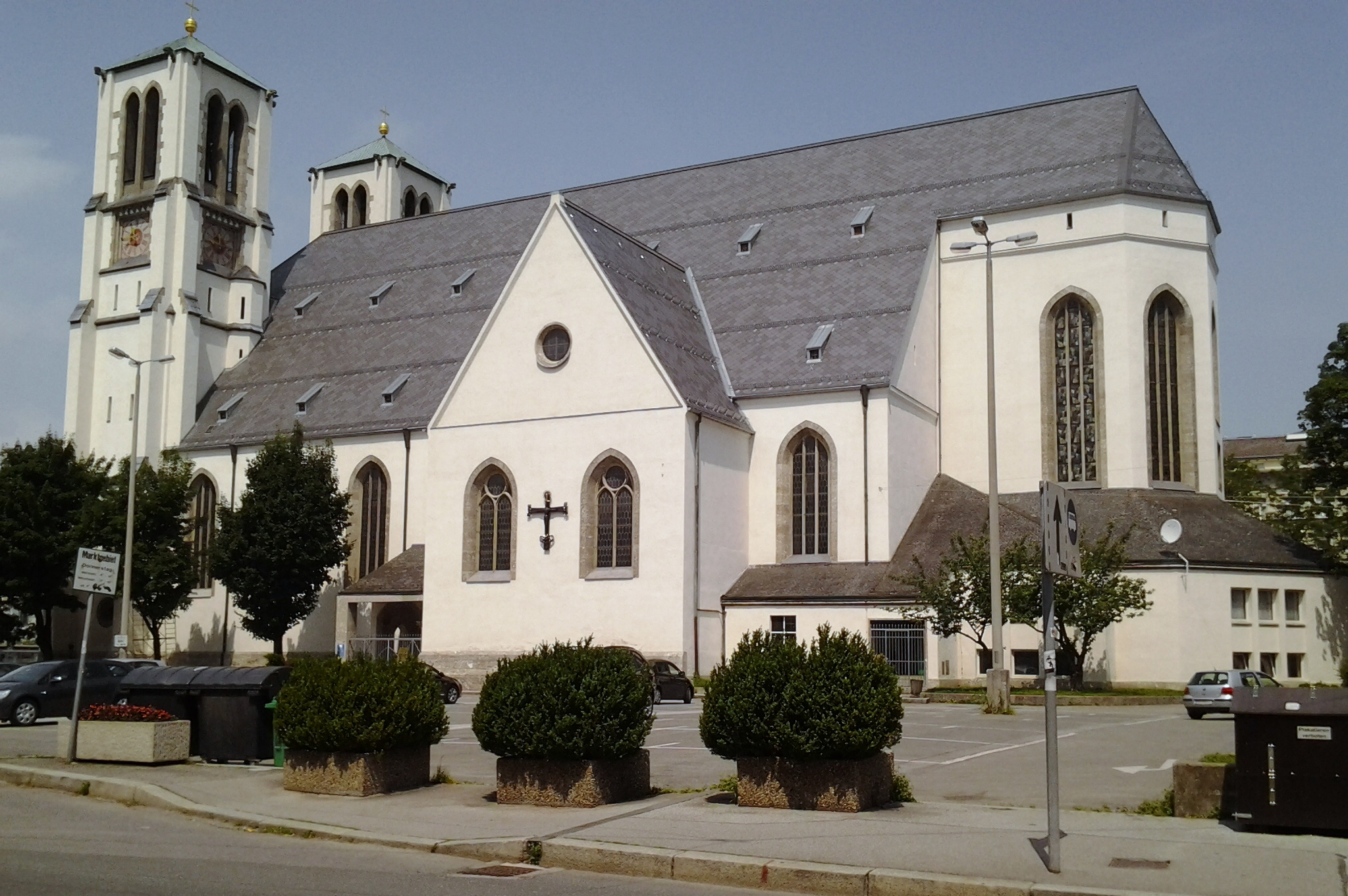
Andräkirche

Die ursprüngliche Andräkirche oder Kirche des heiligen Andreas stand einst nächst dem Platzl an der östlichen Ecke zur Dreifaltigkeitsgasse. Die ursprünglich gotische Kirche wurde zuerst unter Wolf Dietrich von Raitenau zu einem Renaissancebau umgestaltet und unter Erzbischof Dietrichstein 1750 mit hohem Aufwand erneut umgestaltet und barockisiert. Das Gebäude wurde 1818 beim großen Stadtbrand arg beeinträchtigt. Die beschädigte Kirche wurde nach vielen Diskussionen zwischen Bürgern mit stark gegensätzlichen Haltungen 1861 im Auftrag der Stadtverwaltung abgetragen, wobei die Außenmauern großteils in ein dort neu errichtetes Bürgerhaus einbezogen wurden. Nun wurde der Ruf vieler Bürger nach einem Neubau der Kirche immer lauter. Nach Plänen von Josef Wessicken wurde die neue Kirche von Stadtbaumeister Jakob Ceconi im neugotischen Stil auf dem neu geschaffenen Platz hinter den geschleiften Basteien erbaut, der zuvor als Kasernengelände (Neue Thürnitz) gedient hatte. 1898 wurde die neue Kirche mit ihren 61 m hohen Türmen eingeweiht. Nach schweren Bombenschäden im Zweiten Weltkrieg wurde die Kirche nach Plänen von Michael Kurz wieder aufgebaut. Das originale Erscheinungsbild der neugotischen Kirche wurde im Zuge des Wiederaufbaus nicht wiederhergestellt. Die jetzt prägende Gestaltung des Presbyteriums, insbesondere durch den Altar und die Glasfenster, schuf Karl Weiser (1911–1988).

## Kurgarten
Dort wo sich heute der Kurgarten befindet, lag einst die St.-Vitals-Bastei, die westlichste von vier mächtigen Geschützbasteien und einer weiteren Halbbastei, die Paris Lodron und sein Baumeister Santino Solari in den Jahren nach 1621 zur Sicherung der rechten Altstadtseite errichten ließ. Als dieser starke Festungsring 1821 als Wehrbauwerk aufgelassen wurde, wurden die weitläufigen Anlagen als Steinbruch freigegeben und zur Uferbeschlachtung der begradigten Salzach verwendet. Der Erdkern der Bastei ist teilweise als Rosenhügel erhalten. Die umgebenden Flächen wurden eingeebnet und die alten Wehrgräben einschließlich der Grabenanlage vor der heutigen Wasserbastei zugeschüttet. Dabei entstand zwischen dem historischen Mirabellgarten, dem Kurhaus und dem Kongresshaus ein eigenständiger Parkteil, der heutige Kurgarten.

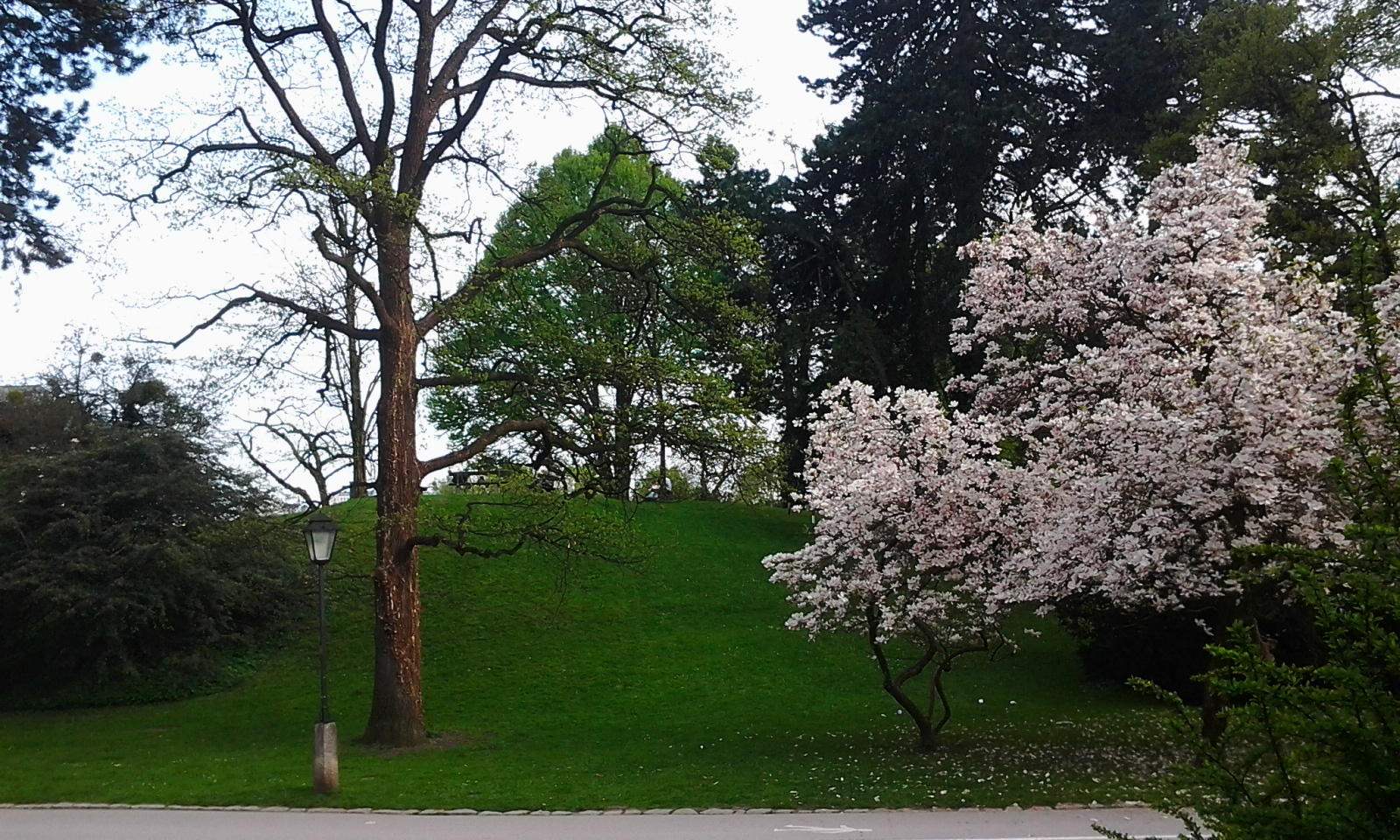
Der Rosenhügel im Kurgarten
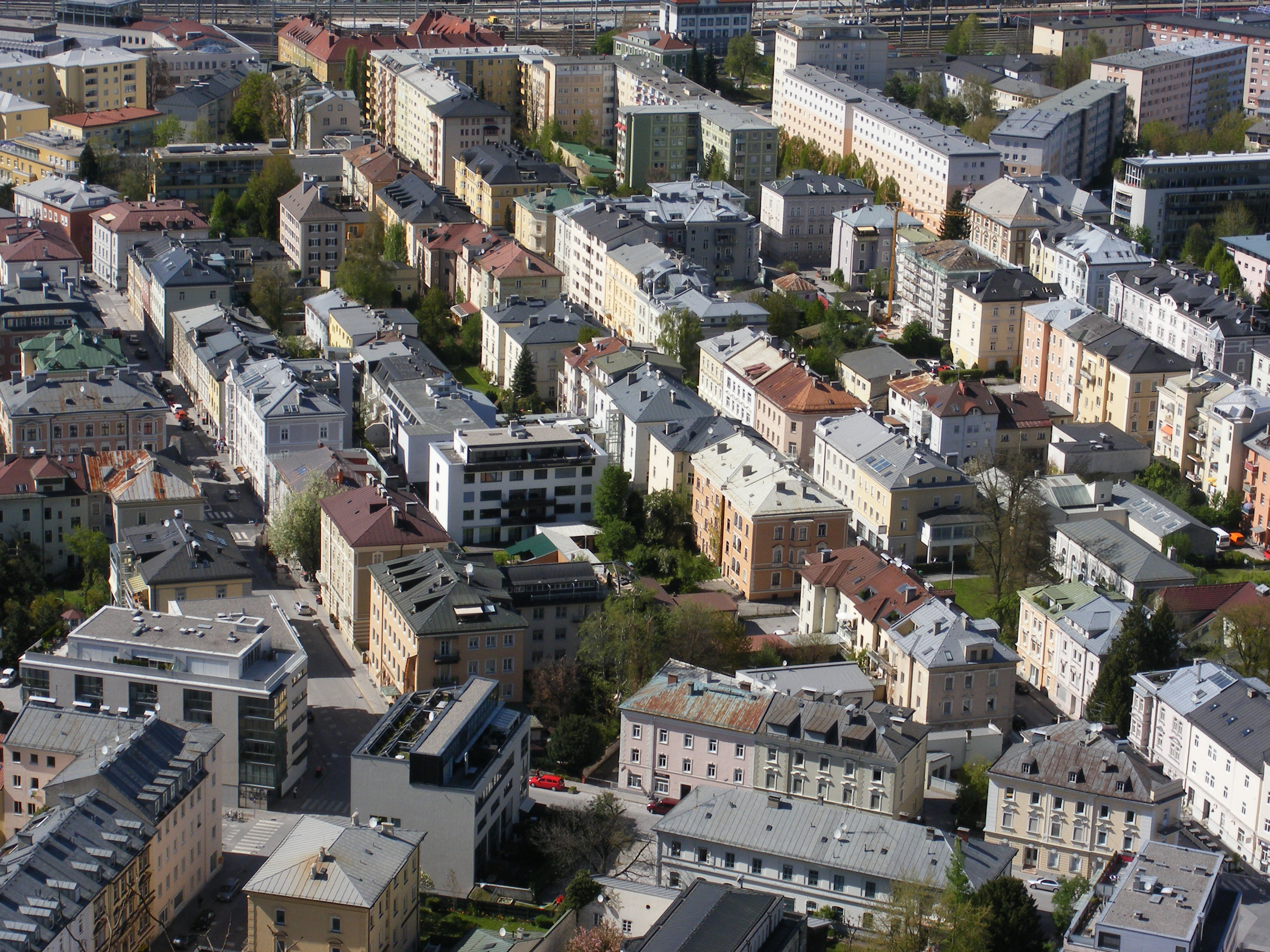
Wohngebiet im Osten des Stadtteils
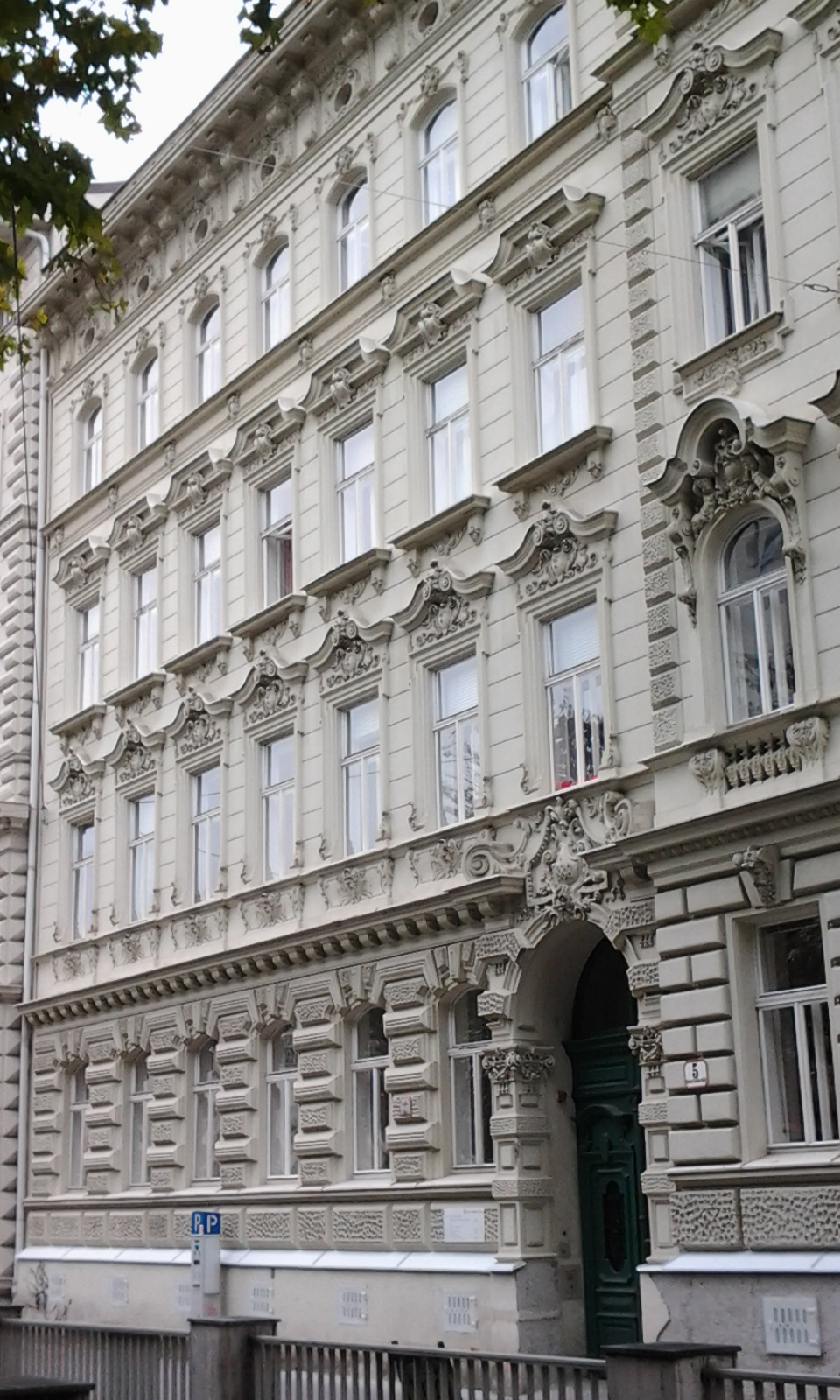
Haus Hubert-Sattler-Gasse 5, eines der sog. Faberhäuser
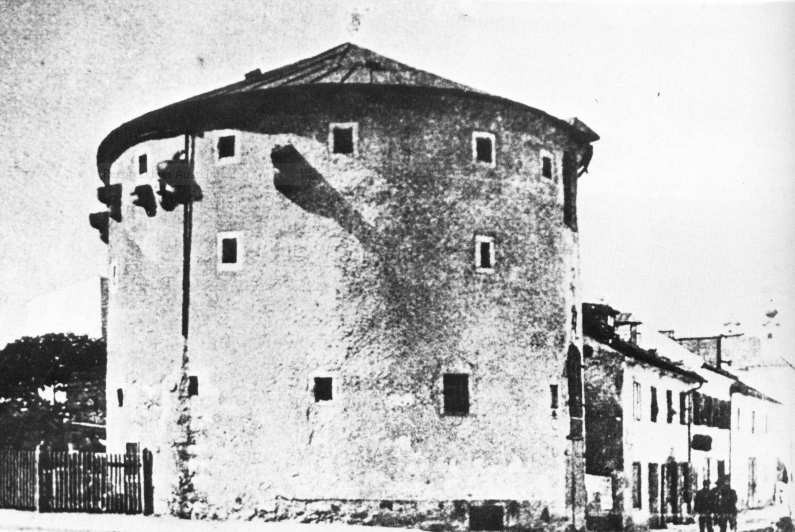
Der ehemalige Hexenturm
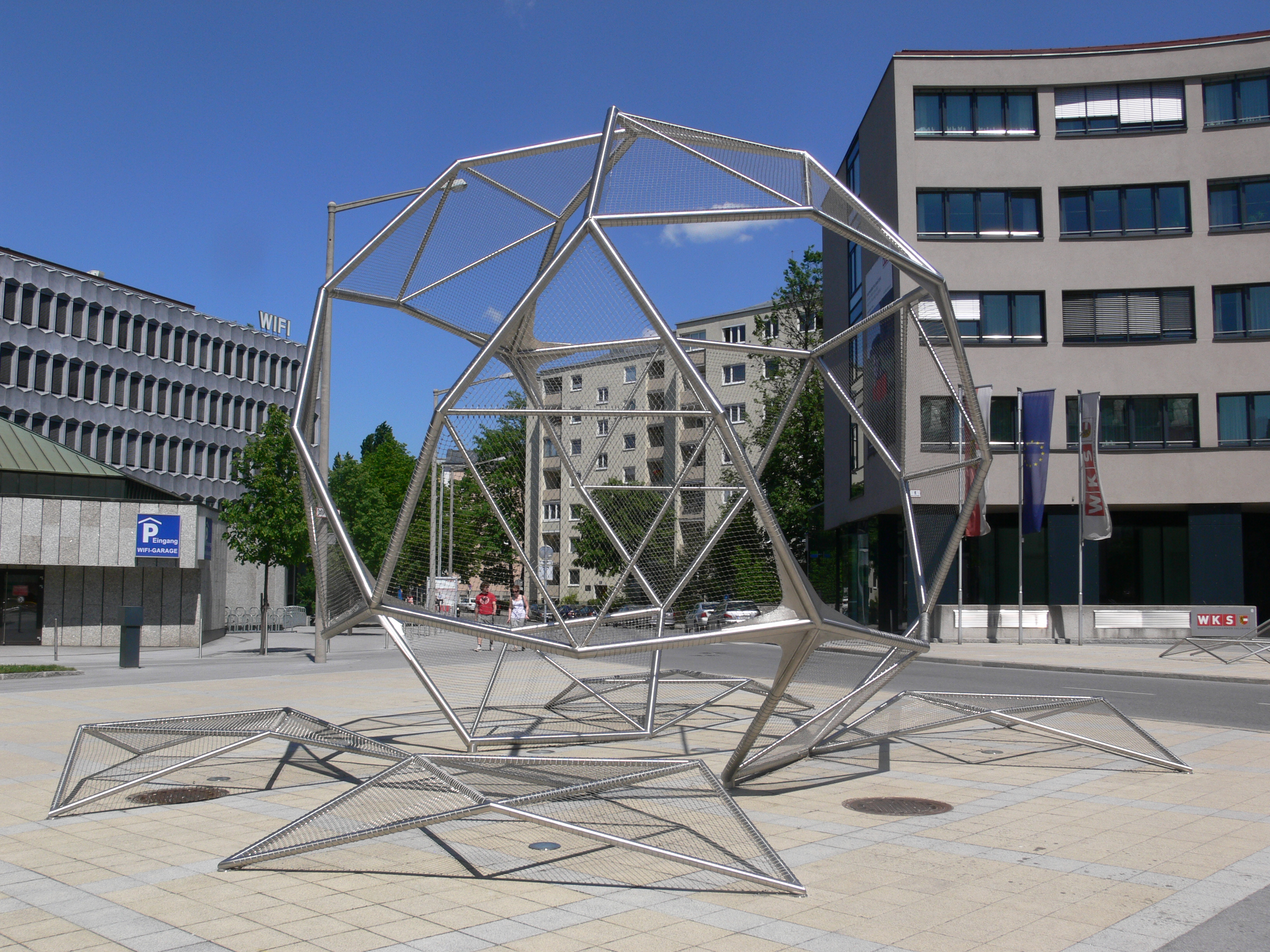
Skulptur auf dem Julius-Raab-Platz
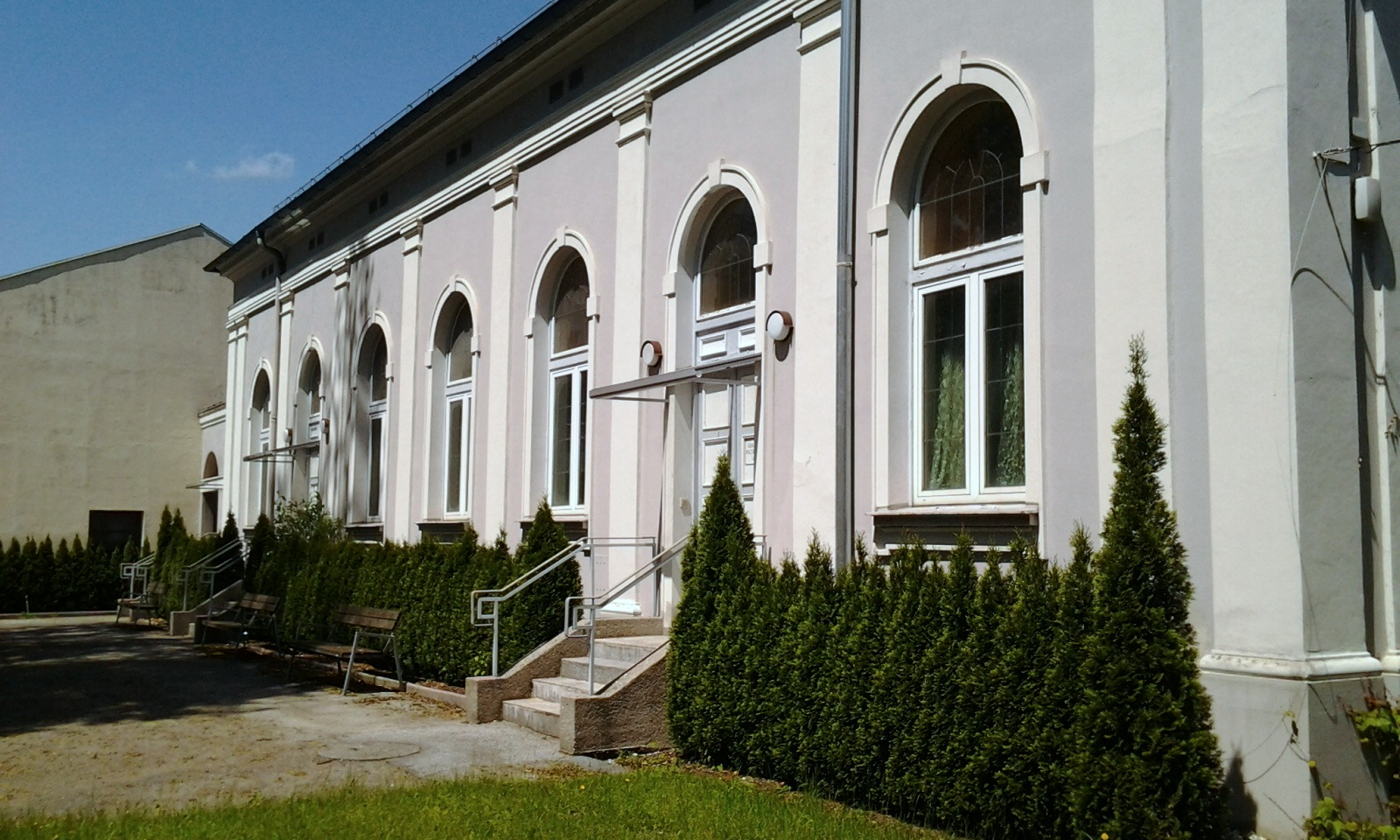
Die Salzburger Synagoge